# Zelendvor
Zelendvor – wieś w Chorwacji, w żupanii varażdińskiej, w gminie Petrijanec. W 2011 roku liczyła 129 mieszkańców.